# تپه‌ماهور (الشتر)
تپه‌ماهور تپه‌ای مربوط به عصر برنز است و در شهرستان سلسله (الشتر)، بخش فیروزآباد، دهستان میرآخور، ۱۰۰متری شرق روستای بهارآباد واقع شده‌است. این اثر در تاریخ ۷ اسفند ۱۳۸۶ با شمارهٔ ثبت ۲۱۳۱۷ به‌عنوان یکی از آثار ملی ایران به ثبت رسیده‌است.